# Alydinae
Sous-famille
Alydinae est une sous-famille d'insectes hémiptères du sous-ordre des hétéroptères (punaises), de la famille des Alydidae. Le genre type pour la sous-famille est Alydus  Fabricius, 1803.

## Systématique
La sous-famille des Alydinae a été décrite par les entomologistes français Charles Jean Baptiste Amyot et Jean Guillaume Audinet Serville en 1843, sous le nom initial d'Alydini.

### Synonyme
- Alydini

### Taxinomie
Liste des genres
- Alydus Fabricius, 1803; genre type
- Apidaurus Stål, 1870
- Burtinus Stål, 1860
- Camptopus Amyot & Serville, 1843
- Daclera Signoret, 1863
- Euthetus Dallas, 1852
- Hamedius Stål, 1860
- Heergeria Reuter, 1881
- Hyalymenus Amyot & Serville, 1843
- Hypselopus Burmeister, 1835
- Megalotomus Fieber, 1860
- Melanacanthus Stål, 1873
- Mirperus Stål, 1860
- Nariscus Stål, 1866
- Nemausus  Stål, 1866
- Neomegalotomus Schaffner & Schaefer, 1998
- Oxycranum Bergroth, 1910
- Riptortus Stål, 1860
- Robustocephalus Ahmad, Abbas, Shadab & Khan, 1979
- Stachyocnemus Stål, 1870
- Tenosius Stål, 1860
- Tollius Stål, 1870
- Tupalus Stål, 1860
- Zulubius Bergroth, 1894